# Kaijansaari (ö i Norra Savolax, Kuopio, lat 62,74, long 28,14)
Kaijansaari är en ö i Finland. Den ligger i sjön Suvasvesi och i kommunen Kuopio i den ekonomiska regionen  Kuopio ekonomiska region  och landskapet Norra Savolax, i den centrala delen av landet, 300 km nordost om huvudstaden Helsingfors. Öns area är 2 hektar och dess största längd är 340 meter i sydöst-nordvästlig riktning.